# Eruchan

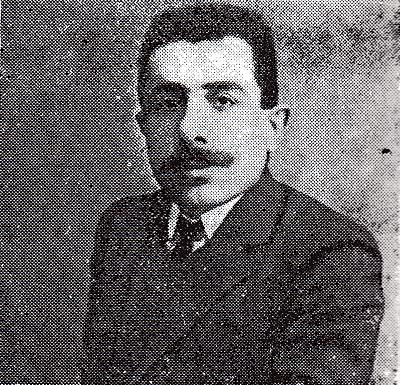
Eruchan

Eruchan oder Yeroukhan (armenisch Երուխան, türkisch Yeruhan; * 1870 in Istanbul; † 1915 bei Harput) war das Pseudonym Jerwant Srmakeschchanlians (Երուանդ Սրմաքէշխանլեան). Er war ein armenischer Schriftsteller des späten 19. und 20. Jahrhunderts sowie Journalist, und einer der prominentesten Opfer des osmanischen Völkermords an den Armeniern.

## Leben und Tod
Der aus einer armen Familie stammende Jerwant besuchte das Getronagan-Gymnasium und lernte in seiner Studienzeit fließend Französisch, sein schriftstellerisches Talent wurde u. a. von Krikor Zohrab erkannt. Während der Massaker an den Armeniern von 1896 floh er aus dem Land und siedelte sich in der bulgarischen Hafenstadt Warna an, wo er als Lehrer arbeitete. 1904 zog er nach Ägypten und schrieb für Zeitungen. 1905 heiratete er eine seiner ehemaligen Studentinnen.
Nach der Jungtürkischen Revolution 1908 kehrte er nach Istanbul zurück. Fünf Jahre später zog er nach Harput, um als Direktor einer Schule zu arbeiten. Zu Beginn des Völkermordes am „Roten Sonntag“, dem 24. April 1915, wurde er zusammen mit einem Priester inhaftiert, gefoltert und getötet. Seine Frau und zwei Kinder wurden auf dem Todesmarsch nach Deir ez-Zor umgebracht.